# Josh Magette
Pour les articles homonymes, voir Josh.
Josh Magette, né le 28 novembre 1989 à Birmingham dans l'Alabama, est un joueur américain de basket-ball. Il évolue au poste de meneur.

## Biographie

### Carrière universitaire
Magette passe ses quatre années universitaires à l'université de l'Alabama à Huntsville où il joue pour les Chargers entre 2008 et 2012.

### Carrière professionnelle
Le 28 juin 2012, lors de la draft 2012 de la NBA, automatiquement éligible, il n'est pas sélectionné. En juillet 2012, il participe à la NBA Summer League avec les Grizzlies de Memphis mais il ne joue aucun match. En août 2012, il signe son premier contrat professionnel aux Pays-Bas au Landstede Basketbal (en) pour la saison 2012-2013. En 38 matches avec Landstede, il a des moyennes de 11,5 points, 2,8 rebonds, 5,7 passes décisives et 2,5 interceptions par match.
Le 1er novembre 2013, il est sélectionné en 6e position du second tour de la draft 2013 de la NBA D-League par les D-Fenders de Los Angeles. En 52 matches avec les D-Fenders en 2013-2014, il a des moyennes de 10,32 points, 3,5 rebonds, 6,94 passes décisives et 1,92 interception par match.
En juillet 2014, il participe à la NBA Summer League d'Orlando avec le Magic d'Orlando. En deux matches, il a des moyennes d'un point, 1,5 rebond, 1,5 passe décisive et 0,5 interception en 8,9 minutes par match. Le 14 août 2014, il signe en Grèce au Koroivos Amaliadas (en). En 28 matches avec Koroivos en 2014-2015, il a des moyennes de 7,1 points, 3,5 rebonds, 4,8 passes décisives et 1,4 interception par match.
Le 31 octobre 2015, Magette est sélectionné par les D-Fenders de Los Angeles lors de la draft 2015 de la NBA D-League, retournant dans l'équipe pour une deuxième fois. En 54 matches avec les D-Fenders en 2015-2016, il a des moyennes de 12,1 points, 4,4 rebond, 8,8 passes décisives et 2,4 interceptions par match.
En juillet 2016, il participe à la NBA Summer League de Las Vegas avec les Nets de Brooklyn. En quatre matches, il a des moyennes de 2,25 points, 2 rebonds, 2,5 passes décisives et 0,75 interception en 13 minutes par match. Le 3 octobre 2016, il signe un contrat avec les Hawks d'Atlanta pour participer au camp d'entraînement et tenter de faire partie des quinze joueurs retenus au début de la saison NBA 2016-2017. Le 22 octobre, il est libéré par les Hawks après avoir disputé trois matches de pré-saison.
En juillet 2018, Magette rejoint le KK Cedevita mais est licencié en novembre. En décembre 2018, il signe un contrat court avec le CB Gran Canaria pour pallier les blessures de deux meneurs Clevin Hannah et Nikola Radičević.
Le 18 juillet 2019, il signe un contrat two-way avec le Magic d'Orlando pour la saison à venir. Le 12 janvier 2020, son contrat est converti en un contrat de 10 jours. Le 14 janvier 2020, il est coupé.
En décembre 2020, Magette signe au club turc de Darüşşafaka.

## Statistiques

### Universitaires
| Saison    | Équipe             | Matchs | Titul. | Min./m | % Tir | % 3pts | % LF | Rbds/m. | Pass/m. | Int/m. | Ctr/m. | Pts/m. |
| --------- | ------------------ | ------ | ------ | ------ | ----- | ------ | ---- | ------- | ------- | ------ | ------ | ------ |
| 2008-2009 | Alabama-Huntsville |        |        |        |       |        |      |         |         |        |        |        |
| 2009-2010 | Alabama-Huntsville |        |        |        |       |        |      |         |         |        |        |        |
| 2010-2011 | Alabama-Huntsville |        |        |        |       |        |      |         |         |        |        |        |
| 2011-2012 | Alabama-Huntsville | 33     | 33     | 34,0   | 49,3  | 43,0   | 80,2 | 5,36    | 8,94    | 2,67   | 0,18   | 12,67  |
| Total     |                    | 33     | 33     | 34,0   | 49,3  | 43,0   | 80,2 | 5,36    | 8,94    | 2,67   | 0,18   | 12,67  |

### Professionnelles

#### En Europe
| Saison    | Équipe                            | Matchs | Titul. | Min./m | % Tir | % 3pts | % LF | Rbds/m. | Pass/m. | Int/m. | Ctr/m. | Pts/m. |
| --------- | --------------------------------- | ------ | ------ | ------ | ----- | ------ | ---- | ------- | ------- | ------ | ------ | ------ |
| 2012-2013 | Landstede Basketbal (en) (DBL)    | 38     | 37     | 31,8   | 40,7  | 31,4   | 81,3 | 2,87    | 5,74    | 2,47   | 0,16   | 11,47  |
| 2014-2015 | Koroivos Amaliadas (en) (HEBA A1) | 28     | 27     | 27,1   | 37,5  | 35,5   | 80,5 | 3,46    | 4,75    | 1,39   | 0,04   | 7,07   |

#### En D-League

##### Saison régulière
| Saison    | Équipe                   | Matchs | Titul. | Min./m | % Tir | % 3pts | % LF | Rbds/m. | Pass/m. | Int/m. | Ctr/m. | Pts/m. |
| --------- | ------------------------ | ------ | ------ | ------ | ----- | ------ | ---- | ------- | ------- | ------ | ------ | ------ |
| 2013-2014 | D-Fenders de Los Angeles | 50     | 47     | 30,2   | 42,0  | 37,7   | 79,5 | 3,50    | 6,94    | 1,92   | 0,04   | 10,32  |
| 2015-2016 | D-Fenders de Los Angeles | 45     | 45     | 38,0   | 39,0  | 32,7   | 80,5 | 4,53    | 9,11    | 2,44   | 0,13   | 11,47  |
| Total     |                          | 95     | 92     | 33,9   | 40,5  | 35,0   | 80,0 | 3,99    | 7,97    | 2,17   | 0,08   | 10,86  |

##### Playoffs
| Saison    | Équipe                   | Matchs | Titul. | Min./m | % Tir | % 3pts | % LF  | Rbds/m. | Pass/m. | Int/m. | Ctr/m. | Pts/m. |
| --------- | ------------------------ | ------ | ------ | ------ | ----- | ------ | ----- | ------- | ------- | ------ | ------ | ------ |
| 2013-2014 | D-Fenders de Los Angeles | 2      | 2      | 26,4   | 56,2  | 60,0   | 100,0 | 3,00    | 6,00    | 2,50   | 0,00   | 11,50  |
| 2015-2016 | D-Fenders de Los Angeles | 9      | 9      | 42,8   | 43,2  | 38,9   | 68,4  | 3,89    | 7,11    | 2,44   | 0,22   | 15,11  |
| Total     |                          | 11     | 11     | 39,9   | 44,8  | 40,7   | 71,4  | 3,73    | 6,91    | 2,45   | 0,18   | 14,45  |

## Palmarès
- First-team All-GSC (2012)
- GSC Co-Player of the Year (2012)
- GSC Tournament MVP (2012)
- First-team All-GSC East Division (2011)
- Second-team All-GSC East Division (2010)
- GSC East Division Freshman of the Year (2009)